# 蒲江站
蒲江站，位于中华人民共和国四川省成都市蒲江县，是成雅铁路上的火车站，于2018年12月28日启用，由中国铁路成都局集团管辖。目前车站改造中，预计2026年5月恢复客运业务。

## 歷史
- 2018年12月28日启用。
- 2024年9月1日，车站正式开启扩站改造工程，预计2026年5月完工，改造期间车站停止办理客运业务。

## 图片

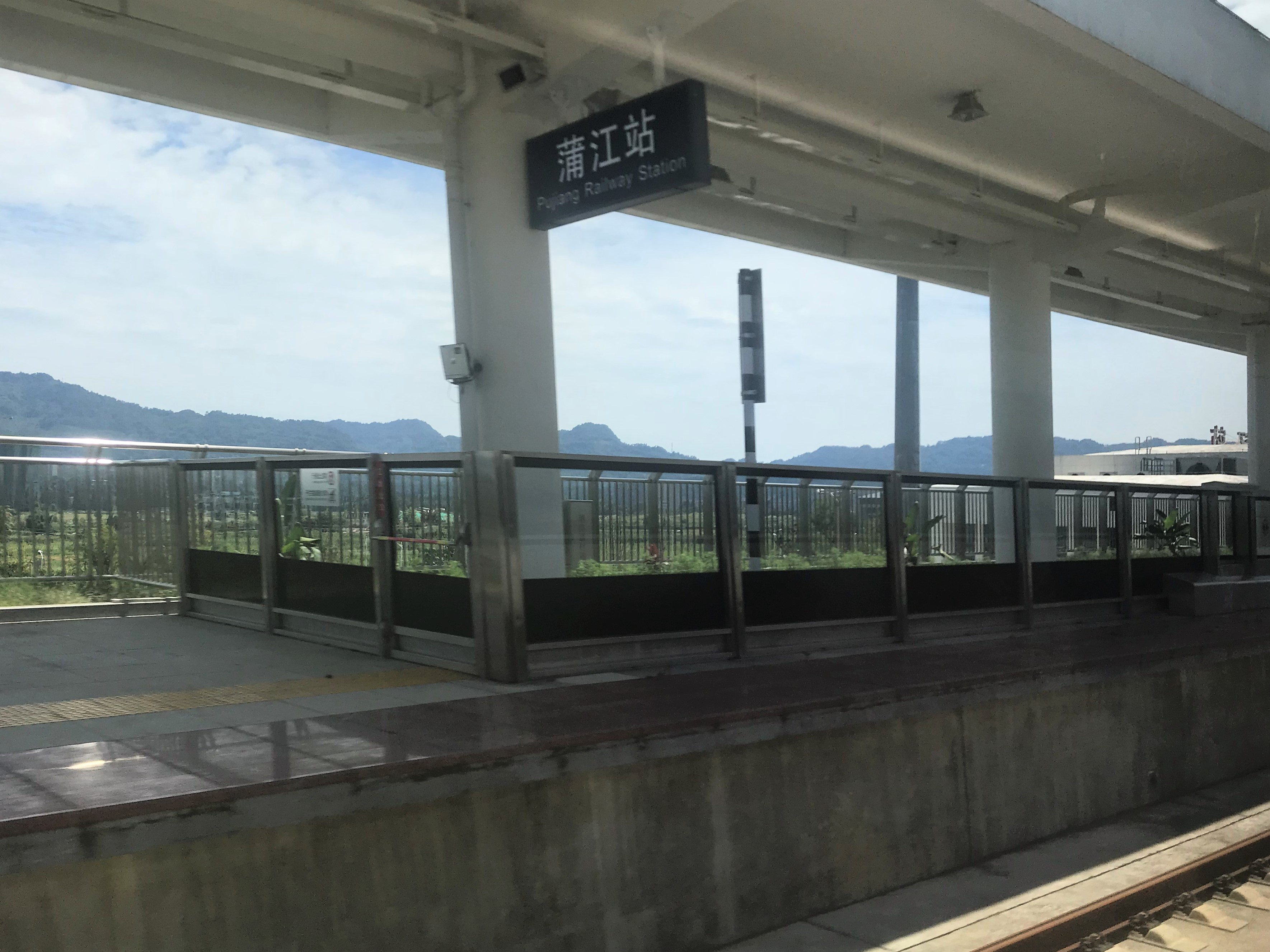
2019年，车站站台

## 外部連結
- 中国铁路客户服务中心 （页面存档备份，存于）